# Уједињени Арапски Емирати на Светском првенству у атлетици на отвореном 2013.
Уједињени Арапски Емирати су учествовали на Светском првенству у атлетици на отвореном 2013. одржаном у Москви од 10. до 18. августа једанаести пут. Репрезентацију Уједињених Арапских Емирата представљала је једна такмичарка која се такмичила у две тркачке дисциплине (1.500 метара и 5.000 метара).,
На овом првенству Уједињени Арапски Емирати нису освојили ниједну медаљу, нити су постигли неки рекорд.

## Резултати

### Жене
| Атлетичарка      | Дисциплина | Лични рекорд | Квалификације | Квалификације | Полуфинале            | Полуфинале            | Финале                | Финале         | Детаљи |
| Атлетичарка      | Дисциплина | Лични рекорд | Резултат      | Место         | Резултат              | Место                 | Резултат              | Место          | Детаљи |
| ---------------- | ---------- | ------------ | ------------- | ------------- | --------------------- | --------------------- | --------------------- | -------------- | ------ |
| Бетлхем Десалегн | 1.500 м    | 4:05,13      | 4:12,97       | 11. у гр 2    | Није се квалификовала | Није се квалификовала | Није се квалификовала | 32 / 37        |        |
| Бетлхем Десалегн | 5.000 м    | 15:12,84 НР  | 16:13,27      | 11. у гр 2    | Није се квалификовала | Није се квалификовала | Није се квалификовала | 18 / 21 / (22) |        |